# Carla Cook
Carla Cook (Detroit (Michigan), 1962) is een Amerikaanse jazzzangeres.

## Biografie
Cook zong als kind in het kerkkoor van een methodistische kerk in haar geboortestad. Ze nam privé zang- en pianoles en speelde contrabas in het orkest van haar middelbare school. Daarna ging ze naar Boston, waar ze spraakwetenschappen studeerde aan de Northeastern University. Hier formeerde ze haar eerste jazzband. 
In 1990 ging ze naar New York, waar ze actief was in het jazzclubcircuit van Manhattan (New York). Ze doceerde maatschappijkunde aan een Junior High School. In 1993 doceerde ze jazzzang in Bazel (Zwitserland) en Freiburg im Breisgau. In 1998 tekende ze een contract bij Maxjazz, waar in 1999 haar debuutalbum All About Love verscheen. De cd werd genomineerd voor de Grammy Award in de categorie «Best Jazz Vocal Performance» en kreeg in 2000 de AFIM Indie Award.
Cook zingt naast jazz ook rhythm-and-blues, rock en andere nummers, zoals bijvoorbeeld het Britse volkslied Scarborough Fair, Marvin Gayes Inner City Blues, Bobbie Gentrys Ode to Billie Joe en Neil Youngs Heart of Gold.

## Discografie
- 1999: It's All About Love (Maxjazz) met Daryl Hall, Kenny Davis, Regina Carter, Cyrus Chestnut, Andy Milne, George Gray, Jeff Haynes, Billy Kilson
- 2001: Dem Bones (Maxjazz) met Craig Harris, Fred Wesley, Tyrone Jefferson, Cyrus Chestnut, James Genus, Jeff Haynes, Billy Kilson
- 2002: Simply Natural (Maxjazz) met Kenny Davis, Bruce Barth, Cyrus Chestnut, Billy Kilson, Steve Kroon

- Bibliothèque nationale de France: cb151026156 (data)
- International Standard Name Identifier: 0000 0000 4573 0796
- Library of Congress Control Number: no2001015670
- MusicBrainz: 06f98831-2dde-40cc-bfac-8fd05c83328c
- SNAC: w63f5wct
- Virtual International Authority File: 19975794
- WorldCat: E39PBJgX8kKRvDbygPxVyYQ6rq